# タイソン・ペドロ
タイソン・ペドロ（Tyson Pedro、1991年9月17日 - ）は、オーストラリア連邦ニューサウスウェールズ州シドニー出身の男性総合格闘家。ライオンズハイ・パフォーマンス・センター/シティ・キックボクシング所属。

## 来歴
柔術、ケンポーカラテ、ブラジリアン柔術を学び、2013年に総合格闘技デビュー。

### UFC
2016年11月26日、UFC初参戦となったUFC Fight Night: Whittaker vs. Brunsonでカリル・ラウントリー・ジュニアと対戦し、リアネイキッドチョークで一本勝ち。パフォーマンス・オブ・ザ・ナイトを受賞した。
2017年9月9日、UFC 215でライトヘビー級ランキング10位のイリル・ラティフィと対戦し、判定負け。
2018年6月23日、UFC Fight Night: Cowboy vs. Edwardsでライトヘビー級ランキング7位のオヴィンス・サンプルーと対戦し、ストレートアームバーで一本負け。
2018年12月2日、UFC Fight Night: dos Santos vs. Tuivasaでライトヘビー級ランキング13位のマウリシオ・ショーグンと対戦し、TKO負け。
2024年3月2日、UFC Fight Night: Rozenstruik vs. Gazievでビトー・ペトリーノと対戦し、0-3の判定負け。試合後に引退を発表した。

## 人物・エピソード
- 父親のジョン・ペドロは「King of the Cage Australia」のオーナーを務めている[2]。
- 同じく総合格闘家のタイ・トゥイバサは義弟。

## 戦績
| 総合格闘技 戦績 | 総合格闘技 戦績 | 総合格闘技 戦績 | 総合格闘技 戦績 | 総合格闘技 戦績 | 総合格闘技 戦績 | 総合格闘技 戦績 |
| --------------- | --------------- | --------------- | --------------- | --------------- | --------------- | --------------- |
| 15 試合         | (T)KO           | 一本            | 判定            | その他          | 引き分け        | 無効試合        |
| 10 勝           | 5               | 5               | 0               | 0               | 0               | 0               |
| 5 敗            | 1               | 1               | 3               | 0               | 0               | 0               |

| 勝敗 | 対戦相手                       | 試合結果                                   | 大会名                                  | 開催年月日     |
| ×    | ビトー・ペトリーノ             | 5分3R終了 判定3-0                          | UFC Fight Night: Rozenstruik vs. Gaziev | 2024年3月2日   |
| ○    | アントン・トゥルカリ           | 1R 2:12 KO（右ストレート→パウンド）        | UFC 293: Adesanya vs. Strickland        | 2023年9月10日  |
| ×    | モデスタス・ブカウスカス       | 5分3R終了 判定0-3                          | UFC 284: Makhachev vs. Volkanovski      | 2023年2月11日  |
| ○    | ハリー・ハンサッカー           | 1R 1:05 TKO（ボディへの右前蹴り→パウンド） | UFC 278: Usman vs. Edwards 2            | 2022年8月20日  |
| ○    | アイク・ビラヌエバ             | 1R 4:55 KO（右ローキック→パウンド）        | UFC Fight Night: Lemos vs. Andrade      | 2022年4月23日  |
| ×    | マウリシオ・ショーグン         | 3R 0:43 TKO（右ストレート→パウンド）       | UFC Fight Night: dos Santos vs. Tuivasa | 2018年12月2日  |
| ×    | オヴィンス・サンプルー         | 1R 2:54 ストレートアームバー               | UFC Fight Night: Cowboy vs. Edwards     | 2018年6月23日  |
| ○    | サパルベク・サファロフ         | 1R 3:54 キムラロック                       | UFC 221: Romero vs. Rockhold            | 2018年2月11日  |
| ×    | イリル・ラティフィ             | 5分3R終了 判定0-3                          | UFC 215: Nunes vs. Shevchenko 2         | 2017年9月9日   |
| ○    | ポール・クレイグ               | 1R 4:10 TKO（肘打ち連打）                  | UFC 209: Woodley vs. Thompson 2         | 2017年3月4日   |
| ○    | カリル・ラウントリー・ジュニア | 3R 4:07 リアネイキッドチョーク             | UFC Fight Night: Whittaker vs. Brunson  | 2016年11月26日 |
| ○    | スティーブン・ワービー         | 1R 3:05 リアネイキッドチョーク             | Australian FC 17                        | 2016年10月15日 |
| ○    | ドン・エンダーマン             | 1R 2:27 リアネイキッドチョーク             | Australian FC 16: Sosoli vs. Tuivasa    | 2016年6月18日  |
| ○    | マイケル・フィッツジェラルド   | 1R 2:20 ギロチンチョーク                   | Urban Fight Night 6: Make or Break      | 2016年3月12日  |
| ○    | チャーリー・ナガフェウ         | 1R 0:31 KO（パンチ）                       | Eternal MMA 3: Friday Night Fights      | 2013年9月23日  |

## 表彰
- ブラジリアン柔術 茶帯
- 柔術 黒帯
- ケンポーカラテ 黒帯
- UFC パフォーマンス・オブ・ザ・ナイト（1回）